# Omurbek Suwanalijew

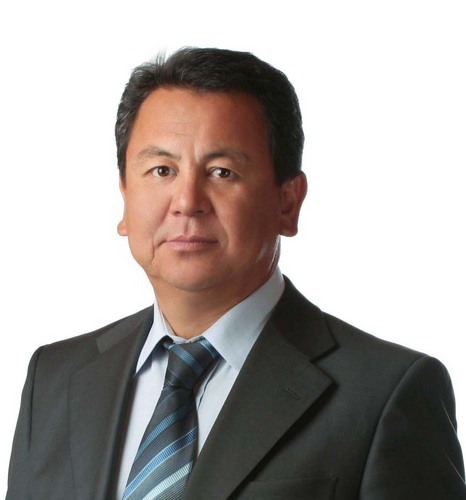
Suwanalijew im Jahr 2011

Omurbek Isakowitsch Suwanalijew (kirgisisch und russisch Омурбек Исакович Суваналиев; * 31. Juli 1960 in Talas, Kirgisische SSR, Sowjetunion, heute Oblus Talas, Kirgisistan) ist ein kirgisischer Politiker und ehemaliger Innenminister des zentralasiatischen Staates. Seit Februar 2021 ist er Gouverneur des Oblus Batken im Südwesten Kirgisistans.

## Karriere

### Karriere bei der Polizei
Suwanalijew wurde in der Stadt Talas im Nordwesten des heutigen Kirgisistans geboren. Nach dem Schulabschluss studierte er an der Hochschule des Innenministeriums der UdSSR in Qaraghandy im heutigen Kasachstan und wurde dort für eine Karriere in Polizei oder Militär vorbereitet. Im Jahr 1981 schloss er sein Studium ab und kehrte nach Talas zurück, wo er als leitender Polizeibeamter tätig war. Von 1981 bis 1994 war Suwanalijew in wechselnden Führungspositionen bei regionalen Polizeibehörden im heutigen Kirgisistan beschäftigt. Berühmtheit erlangt er dabei im Jahr 1990 durch seine Rolle bei einer Flugzeugentführung am Flughafen von Karakol. Suwanalijew führte damals Verhandlungen mit den Entführern und beendete die Entführung, nachdem er Medienberichten zufolge eigenhändig eine Bombe an Bord des Flugzeugs gesichert hatte. Seit dieser Tat ist Suwanalijew in Kirgisistan in Anlehnung an den gleichnamigen Protagonisten der italienischen Thrillerserie Allein gegen die Mafia als Cattani bekannt.
Nach dieser Tat wurde Suwanalijew als Leiter der dortigen Polizeibehörde in die Stadt Tscholponata im Osten Kirgisistans versetzt. Am 23. März 1992 wurde Suwanalijew in Tscholponata festgenommen. Er wurde beschuldigt, einen Kollegen geschlagen zu haben, nachdem er diesen mit einer Prostituierten auf der Polizeiwache angetroffen hatte. Die Verhaftung sorgte für Proteste von Unterstützern Suwanalijews, die einen politischen Hintergrund vermuteten, da Suwanalijew kurz vor seiner Verhaftung Ermittlungen gegen den Sohn eines einflussreichen Lokalpolitikers wegen Drogenhandels forciert hatte. Am 13. Januar 1993 sprach ein Gericht in der kirgisischen Hauptstadt Bischkek Suwanalijew frei, da ihm keine Straftat nachgewiesen werden konnte.

### Aufstieg zum Innenminister
Nach dem Freispruch wendete sich Suwanalijew verstärkt der Politik zu und kandidierte bei der Parlamentswahl in Kirgisistan 1995 erfolgreich für einen Sitz im Dschogorku Kengesch, dem kirgisischen Parlament. Bereits zwei Jahre nach der Wahl und damit vor Ende der Legislaturperiode schied er wieder aus dem Parlament aus, um Leiter der Sicherheitsbehörde im südkirgisischen Osch zu werden. 1998 trat er von diesem Posten zurück, nachdem ihm weitere Ermittlungen in einem bedeutenden Fall von Waffenschmuggel von der Regierung untersagt worden waren. Daraufhin wurde er Leiter einer Nichtregierungsorganisation, die vom damaligen Bürgermeister von Bischkek und späterem Premierminister Felix Kulow gegründet worden war. Im Jahr 2003 trat Suwanalijew erneut in den Dienst des Innenministeriums und wurde dort im Zuge der Tulpenrevolution 2005 erst stellvertretender Minister und im Jahr 2006 schließlich neuer Innenminister Kirgisistans.
In seiner Funktion als Innenminister legte Suwanalijew seinen Fokus auf die Bekämpfung der Organisierten Kriminalität in Kirgisistan. Er stellte die kirgisischen Behörden neu auf und sorgte für die Verhaftung zahlreicher einflussreicher Führungsfiguren aus der Organisierten Kriminalität. Im Februar 2007 endete seine Amtszeit als Innenminister, nachdem zahlreiche Parlamentsabgeordnete Kritik an Suwanalijew geäußert hatten. Als möglicher Grund für den zunehmenden Druck auf den Innenminister galt der politische Einfluss der Organisierten Kriminalität, den diese für eine Kampagne gegen Suwanalijew nutzte.

### Präsidentschaftskandidatur und weitere politische Tätigkeit
Nach dem Ende seiner Amtszeit als Innenminister wurde Suwanalijew Gouverneur des Gebiets Naryn und bekleidete dieses Amt bis ins Jahr 2010, ehe er seine Kandidatur bei der Präsidentschaftswahl 2011 ankündigte. Bei der Wahl am 30. Oktober 2011 erhielt Suwanalijew 16.143 Stimmen und damit 0,88 % der abgegebenen Stimmen. Wahlsieger und damit neuer Präsident Kirgisistans wurde der Sozialdemokrat Almasbek Atambajew. Nach der Wahl bezeichnete Suwanalijew den neuen Präsidenten Atambajew als „inkompetent“ und nannte ihn einen „Populist“. In den folgenden Jahren unterstützte Suwanalijew mehrere oppositionelle Bewegungen und organisierte Demonstrationen gegen Atambajew und die sozialdemokratische Regierung. Bei der Präsidentschaftswahl 2017 kandidierte Atambajew gemäß der kirgisischen Verfassung nicht erneut, sein Nachfolger wurde der sozialdemokratische Kandidat Sooronbai Dscheenbekow.
Am 4. Oktober 2019 wurde Suwanalijew von Dscheenbekow zum stellvertretenden Leiter des nationalen Sicherheitsrates ernannt. Die Personalentscheidung des Präsidenten wurde aufgrund der Ablehnung der sozialdemokratischen Regierung durch Suwanalijew mit Überraschung aufgenommen. Suwanalijew ließ sein Amt vor der Parlamentswahl 2020 am 4. Oktober 2020 vorläufig ruhen, um auf dem zweiten Listenplatz der Partei Butun Kirgisistan für den erneuten Einzug in das kirgisische Parlament zu kandidieren. Die politische Krise in Kirgisistan nach der Wahl und die Annullierung des Wahlergebnisses verhinderten dies allerdings vorerst. Während der Ausschreitungen in Bischkek nach der Wahl war Suwanalijew an der Koordination der Polizei- und Sicherheitskräfte in Bischkek beteiligt. Am 10. Oktober 2020 wurde Suwanalijew per Dekret des Präsidenten von dem Posten als stellvertretender Leiter des nationalen Sicherheitsrates entbunden.

Lage des Oblus Batken in Kirgisistans

Am 15. Februar 2021 wurde Suwanalijew im Rahmen der Neubesetzung zahlreicher politischer Führungsämter unter dem neuen Präsidenten Sadyr Dschaparow zum Gouverneur des Oblus Batken ernannt. Am 28. April kam es zu einer mehrtägigen Eskalation im kirgisisch-tadschikischen Grenzkonflikt, der insbesondere das kirgisische Oblus Batken betrifft. Wenige Tage zuvor war Suwanalijew zu einem Treffen mit seinen Amtskollegen aus der tadschikischen Provinz Sughd und der usbekischen Provinz Fargʻona zusammengekommen, um über eine verstärkte Zusammenarbeit und eine Lösung von Grenzstreitigkeiten zu sprechen. Das Treffen blieb allerdings ohne konkrete Ergebnisse in strittigen Grenzfragen. Die anschließenden gewaltsamen Auseinandersetzungen an der kirgisisch-tadschikischen Grenze konnten nach zwei Tagen auf diplomatischem Wege beendet werden, die Spannungen in der Grenzregion blieb allerdings bestehen.